# 布雷韦讷河
布雷韦讷河（法語：Brévenne，法語發音：[bʁevɛn]）是法国奥弗涅-罗讷-阿尔卑斯大区卢瓦尔省与罗讷省的河流，是阿澤爾格河的右支流，长39千米。